# سد مينغكوانغ
سد مينغكوانغ هو سد يقع في منطقة سيبيرانغ بيراي الوسطى، بينانغ، ماليزيا. إنه السد الوحيد الواقع في سيبرانج بيراي (بر الرئيسي في بينانج ) والسد الثاني الذي تم بناؤه في بينانج بعد سد أير إيتام. تم افتتاحه رسميًا من قبل المحافظ السابق الدكتور تون أوانج بن حسن في عام 1985. تبلغ مساحة مستجمعات المياه فيها 3.9 كـم2 (1.5 ميل2) وسعة تخزين إجمالية تبلغ 23.6 بليون لتر (5.2×109 غالون إمب؛ 6.2×109 غال-أمريكي)، مما يجعله أكبر سد في بينانج، أي ما يقرب من عشرة أضعاف سعة سد آير إيتام. تم إغلاق سد منغكوانغ أمام الجمهور من 1 أغسطس 2011 حتى 31 يوليو 2016 للتوسعة والتجديد.
تشمل عملية التوسعة التي تبلغ تكلفتها 200 مليون دولار أميركي زيادة ارتفاع السد بمقدار 11 م (36 قدم) وطولها 1.7 كـم (1.1 ميل) إلى الغرب. سيتم أيضًا إضافة مدخل ومخرج جديدين.

## فعاليات تقام به
تعتبر الحديقة الموجودة في منطقة السد مكانًا مشهورًا للترفيه. يعد سد منغكوانغ أيضًا أحد الأماكن التي تقام فيها مهرجان بينانغ الدولي السنوي لقوارب التنين، وهو مهرجان من الألوان والضوضاء، حيث تتسابق القوارب المبنية تقليديًا عبر مياه هذا السد، وتتلقى القوارب تشجيعًا من المتفرجين المتحمسين. يبدأ السباق بضربات بطيئة للطبول من قبل قائدي القارب. يتزايد الإيقاع بشكل مطرد، ويزداد سرعة وأسرع، ثم يرتفع إلى ذروته عندما تعبر القوارب خط النهاية. إن " التنينات" المزخرفة والمرسومة على مقدمة القوارب تزيد من بهجة المهرجان.